# Polyrhachis rupicapra
Polyrhachis rupicapra é uma espécie de formiga do gênero Polyrhachis, pertencente à subfamília Formicinae.